# William Rothenstein

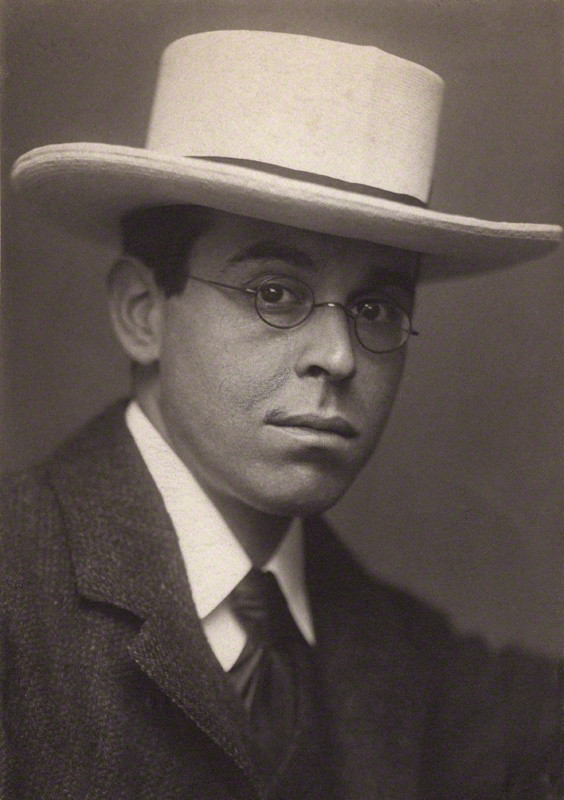
Rothenstein door George Charles Beresford.

Sir William Rothenstein (Bradford, 29 januari 1872 - Parijs, 14 februari, 1945) was een Engels kunstschilder, tekenaar en graficus. Hij werd vooral bekend als portrettist.

## Leven en werk
Rothenstein was de zoon van een van oorsprong uit Duitsland afkomstige textielhandelaar. Van 1888 tot 1893 studeerde hij aan de Londense Slade School of Fine Art, waar Alphonse Legros zijn leermeester was. Hij vervolgde zijn studies in Parijs, aan de Académie Julian te Parijs, waar hij onder invloed kwam van James McNeill Whistler, Edgar Degas en Henri Fantin-Latour. Hij woonde er op Montmartre en deelde daar een atelier met de Australische kunstschilder Charles Conder. In 1893 keerde hij terug naar Engeland.
Rothenstein maakte in de periode tot de Eerste Wereldoorlog vooral naam als portrettist van prominente persoonlijkheden, vaak tekeningen, die hij ook in boekvorm publiceerde. Tijdens de oorlog trad hij in dienst als officieel oorlogsschilder, in het kader van een “War-Artist-Project”. Van 1920 tot 1935 gaf hij les aan de Royal College of Art, waar Jacob Epstein, Henry Moore en Paul Nash tot zijn leerlingen behoorden. In 1931 werd hij in de adel verheven, schreef zijn memoires en herinneringen en overleed in 1945, 73 jaar oud. Zijn werk is onder andere te zien in Tate Britain te Londen, het Ashmolean Museum te Oxford, het Musée d'Orsay te Parijs, het Art Institute of Chicago en het Cleveland Museum of Art.

## Galerij

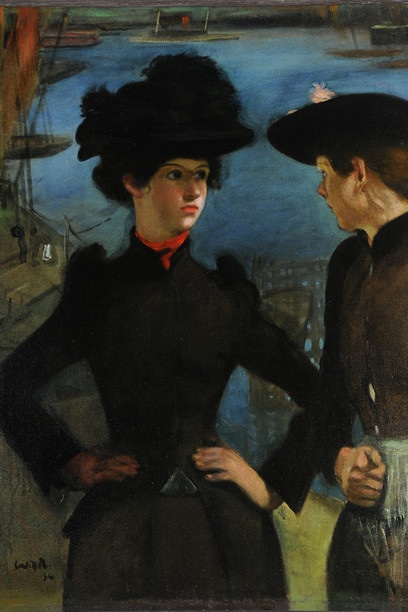
Coster Girls
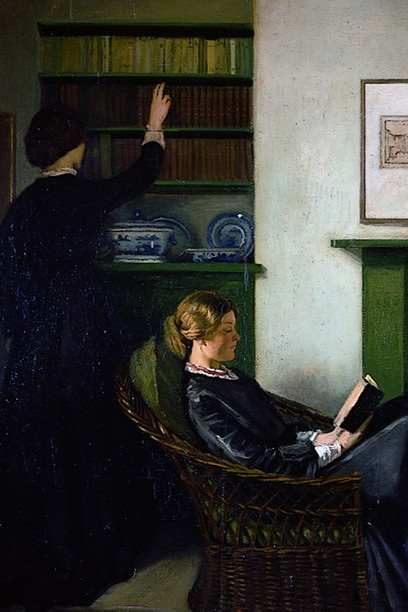
The Browning Readers
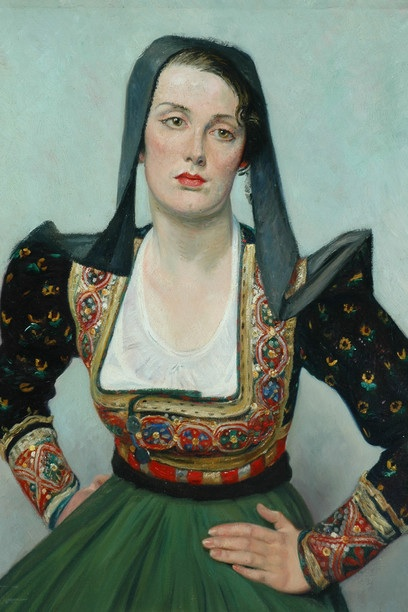
Miss Grant
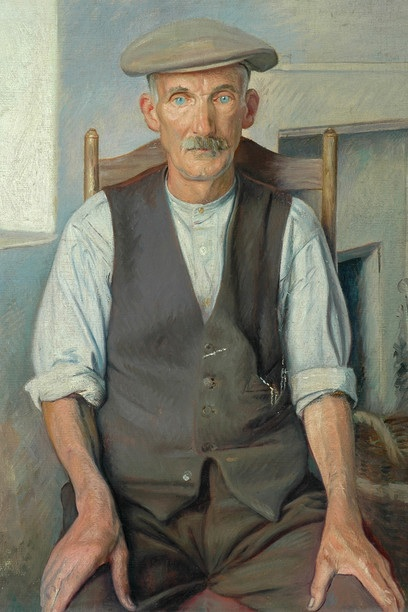
The Old Gardener
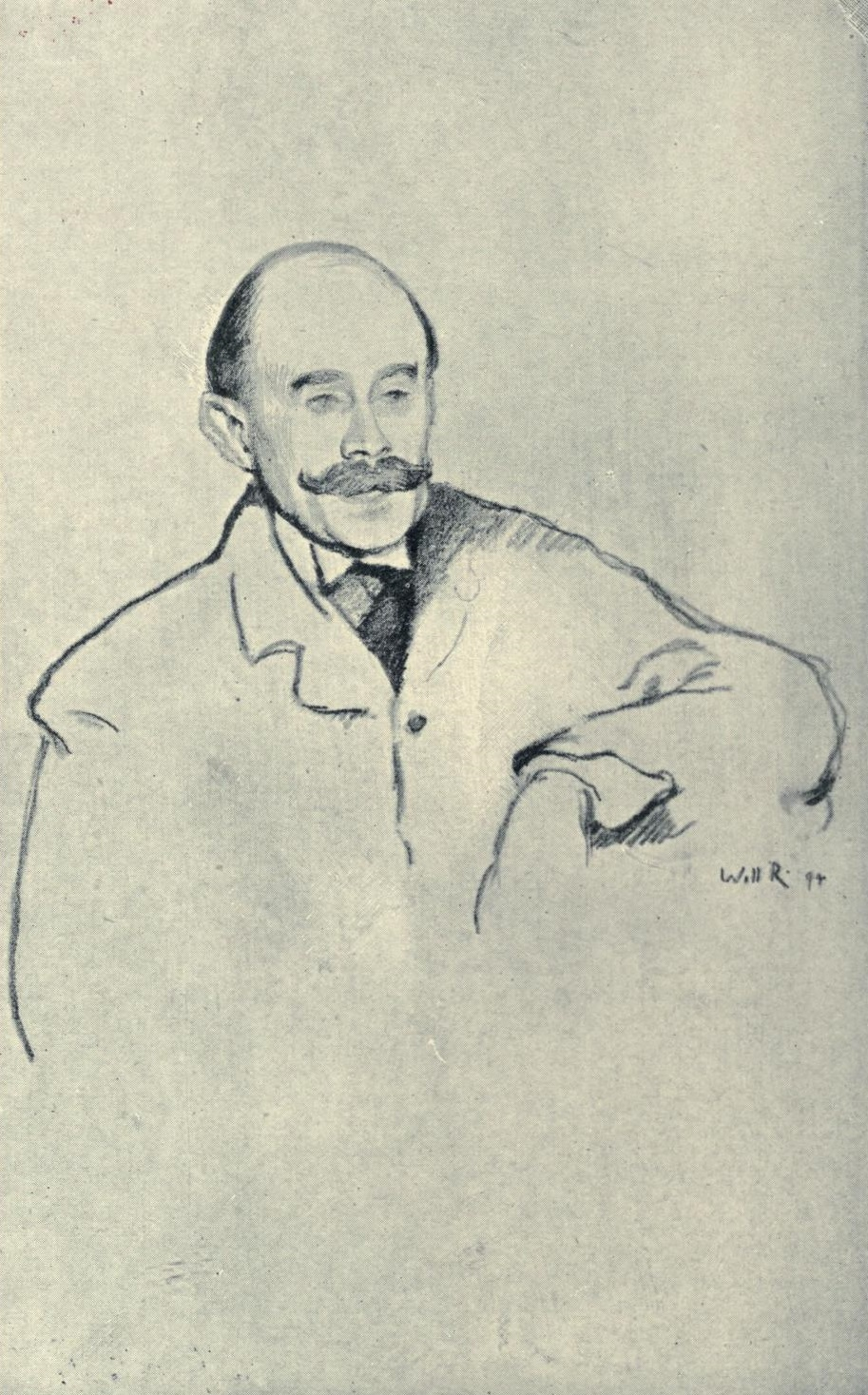
Portret van Walter Pater
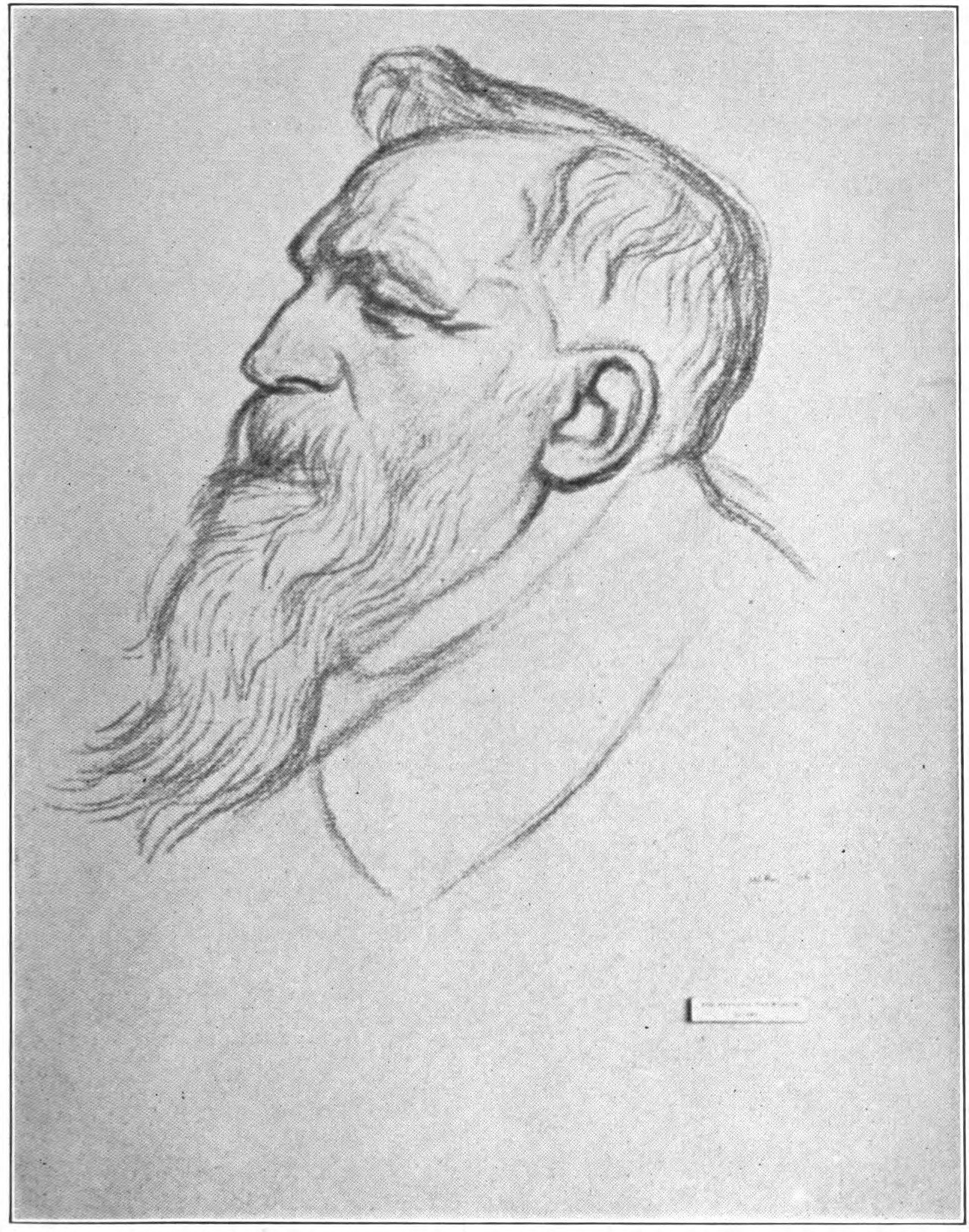
Portret van Auguste Rodin